# Calvophomopsis
Calvophomopsis is een monotypisch geslacht van schimmels behorend tot de familie Phacidiaceae. Het bevat alleen de soort Calvophomopsis rubenticola.